# Sex Rouge (Ayent)
Pour les articles homonymes, voir Sex Rouge.
Le Sex Rouge, ou Sé Rouge, est une montagne des Alpes bernoises, située au nord d'Anzère dans le canton du Valais en Suisse.
Il appartient au chaînon du Wildhorn et surplombe le lac des Audannes.
Le nom du composant sex est étymologiquement dérivé du latin saxum (« roche »).